# Arminiuskerk (Rotterdam)
De Arminiuskerk of Remonstrantse Kerk aan de Westersingel te Rotterdam is als godshuis van de remonstranten gebouwd in 1895-1897. De kerk, met orgel en consistorie, is in 2001 aangewezen als rijksmonument.

## Geschiedenis
De Arminiuskerk is genoemd naar de remonstrantse theoloog Jacob Hermansz. van Oudewater, die zich Jacobus Arminius liet noemen. De remonstranten scheidden zich in 1610 af van de Gereformeerde Kerk. Lange tijd was het ze verboden in het openbaar godsdienstoefeningen te houden. Sinds 1632 beschikten ze daarom in Rotterdam over een schuilkerk in een vroegere brouwerij aan de Vissersdijk. Ook na de Franse Tijd, die in 1795 godsdienstvrijheid met zich meebracht, bleven de remonstranten kerkdiensten houden in de schuilkerk. Pas na meerdere overstromingen van het buitendijks staande gebouw begon men te denken aan nieuwbouw elders.
De eerste plannen voor nieuwbouw ontstonden in 1879. In 1883 lag er een ontwerp voor een kerkgebouw met bijna 1500 plaatsen. Dit werd niet uitgevoerd. Na een nieuwe overstroming in 1894 kregen Henri Evers (1855-1929) architect van het Stadhuis van Rotterdam en Jacobus Stok (1862-1942) de opdracht voor een nieuw ontwerp. Stok was in dienst van de kerk en Evers was in 1889 getrouwd met een dochter van de predikant, dus de architectenkeuze lag voor de hand. De gemeente wilde het terrein van de oude kerk gebruiken voor een uitbreiding van de Beurs. Via een grondruil verkreeg de Remonstrantse gemeente in 1895 een kavel aan de Westersingel aan de rand van het onbebouwde Land van Hoboken. De fundering en onderbouw waren in het najaar van 1895 gereed. Op 23 mei 1897 werd de kerk feestelijk ingewijd en op 31 augustus 1898 werd het orgel in gebruik genomen.

## Architectuur
Het gebouw is een ontwerp in overgangsarchitectuur met neoromaanse elementen. Het is een vierkante centraalbouw met een hoge toren op de zuidoostelijke (straat)hoek. De kerk wordt aan de west- en noordzijde ingesloten door aangrenzende bebouwing. Tot 1965 was het voorplein aan de Westersingel omheind met een smeedijzeren sierhekwerk tussen bakstenen pijlers met ezelsruggen.
De kerk is opgetrokken in rode baksteen met een hardstenen plint en decoratieve onderdelen van natuursteen. De zadel- en schilddaken zijn gedekt met pannen en leien en hebben een kamvormige afwerking. De façade aan de Westersingel heeft in het midden een ingangspartij met puntgevel waarin een dwerggalerij en aan weerszijden, in de voet van de torens, twee kleinere ingangen waarvan de linker met een afdakje. De ingangspartij bestaat uit een verhoogd boogvormig portaal, waarboven de tekst: "Eenheid in 't noodige, vrijheid in 't onzekere, in alles de liefde", geflankeerd door twee gebeeldhouwde vrouwenfiguren.
Boven de ingang is een groot tweelichtvenster en een glasmozaïek waarin een engel met een bijbel en aan weerszijden de woorden "Geloof" en "Onderzoek" ontworpen door de Parijse mozaïst Facchina. Rechts van de ingangspartij is een lage toren met een (spits) schilddak. Links een hoge toren met een onderbouw waarin (boven elkaar) een smal, hoog rondboogvenster en een smal, hoog tweelichtvenster waarboven een rondlicht. Boven het tweelichtvenster een rechthoekig spaarveld met rondboogfries. De onderbouw van de toren wordt afgesloten met een op consoles steunende lijst waarboven hoektorentjes met tentdakjes en daartussen kleine trapgevels. De toren wordt bekroond door een achtzijdige bovenbouw met koepel en windvaan. In vier zijden van de bovenbouw bevinden zich galmgaten en sinds 1909 uurwerken. De gevel aan het Museumpark heeft een middendeel dat wordt geaccentueerd door twee naar boven toe terugspringende muurpijlers waartussen een puntgevel, met een groot rondboog vierlichtvenster, waarboven een rondlicht en een dwerggalerij.
Op de begane grond bevinden zich rondboogvensters. In de rondboog boven het venster een glasmozaïek met drie portretten van Remonstrantse leidsmannen Arminius, Episcopius en Uytenbogaert (door Facchina). De geveldelen links en rechts van deze middenpartij hebben een identieke opbouw met boogvensters en dwerggalerij. Het kerkgebouw wordt links afgesloten met een lage toren met (spits) schilddak. Deze toren heeft op de begane grond een verhoogde ingang met bovenlicht en decoratieve omlijsting. Links van de toren bevindt zich de consistorie, bestaande uit twee bouwlagen en souterrain onder een samenstel van pannen zadeldaken. De voorgevel heeft in het midden een klein puntgeveltje met dwerggalerij en drielichtvenster. De rechthoekige vensters op de begane grond hebben bovenlichten en natuurstenen lateien. De ingang rechts met dubbele houten deur met glas-in-lood bovenlicht heeft een gemeenschappelijk (overigens niet oorspronkelijk) bordes met de ingang van de kerk aan deze gevelzijde. Het interieur bestaat uit een vierkante centraalbouw met een houten kruisgewelf (amerikaans grenen) op vier pilasters die worden begeleid door colonetten op natuurstenen consoles. Het muurwerk is van baksteen met natuurstenen banden op de pilasters en onder de ramen een horizontale band met meanderversiering in zwart geglazuurde steen waarin 22 glasmozaïeken zijn opgenomen (Facchina). De zijruimten met zitplaatsen zijn voorzien van houten kruisgewelven en houten galerijen op ijzeren zuilen. Alle stenen en bronzen kapitelen en consoles, evenals vijf bronzen panelen in de sokkel van de kansel, zijn van S. Miedema. In de zijruimtes hangen bronzen lichtkronen en aan de balustrades van de galerijen steeds twee lichtarmaturen. Aan de noordgevel bevindt zich het orgel uit 1898 dat is gebouwd door de orgelbouwers Steenkuyl en Recourt. Hieronder de kansel met houtsnijwerk. De kerk wordt verlicht door glas-in-loodramen met gestileerd bloemmotief, ontworpen door de glasschilder L. de Contini. Van zijn hand zijn ook de twee middenramen, met Bijbelse voorstellingen, van het in vieren gedeelde hoofdraam tegenover de kansel. Deze ramen zijn gesigneerd.
Als blikvanger van de kerk fungeert de 45 meter hoge klokkentoren op de hoek van het Museumpark en de Westersingel. De andere toren aan de westgevel is veel lager. De bakstenen Arminiuskerk is een centraalbouw met galerijen. De hoofdsymmetrieas ligt loodrecht op de Mathenesserlaan met een binnenplaats tussen kerk en bijgebouwen. De kerkruimte krijgt zo van drie kanten licht. Evers spreekt zelf van een Grieks kruis met één afgeknotte arm. In de jaren vijftig is de binnenplaats overdekt met een glazen kap. Evers had al eerder een overkapping ontworpen.
In de detaillering van de kerk komt duidelijk de invloed van de jugendstil naar voren, bijvoorbeeld in het houtsnijwerk van de kansel, de lichtkronen en lichtarmaturen, het bloemmotief van de ramen. Ook de kerkenraadskamer en de hal (oorspronkelijk een open binnenplaats) aan de westzijde van de kerk zijn, op het plafond van de kamer na, nog in originele staat. Hier bevinden zich een marmeren schouw, eikenhouten lambrisering met pilasters aan weerszijden die draagbalken dragen, vier glas-in-loodramen met gestileerd bloemmotief en twee stel dubbele deuren in eikenhouten omlijsting. De deuren naar het portaal bij de kosterswoning zijn een reconstructie van de originele deuren welke bij een brand in 1985 verloren gingen. Hetzelfde geldt voor het stel deuren met bovenlicht van de hal naar het entreeportaal. Van rijkswege beschermenswaardig is bovendien het orgel met Hoofdwerk, Zwelwerk en zelfstandig Pedaal, in 1898 gemaakt door de firma Steenkuyl en Recourt. In later tijd uitgebreid met enige pneumatisch toegevoegde registers. De kerk is in gerestaureerd in 1978 door J.L. van den Heuvel.

## Waardering
De Remonstrantse kerk, inclusief orgel en consistorie, is van algemeen belang vanwege de cultuur- en architectuurhistorische en beeldbepalende waarde, alsmede van belang binnen het oeuvre van H. Evers.

## Fotogalerij

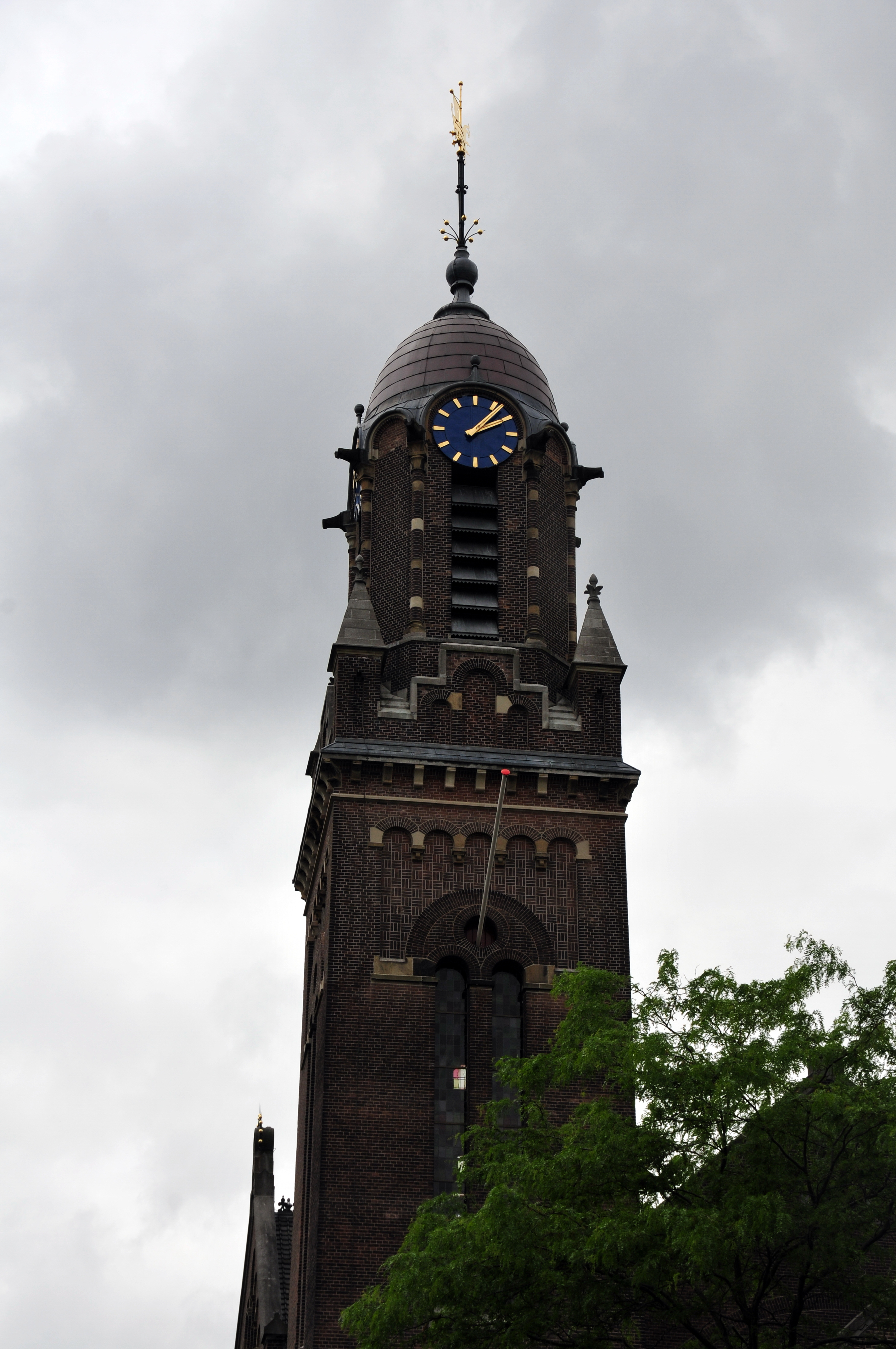
De imposante toren
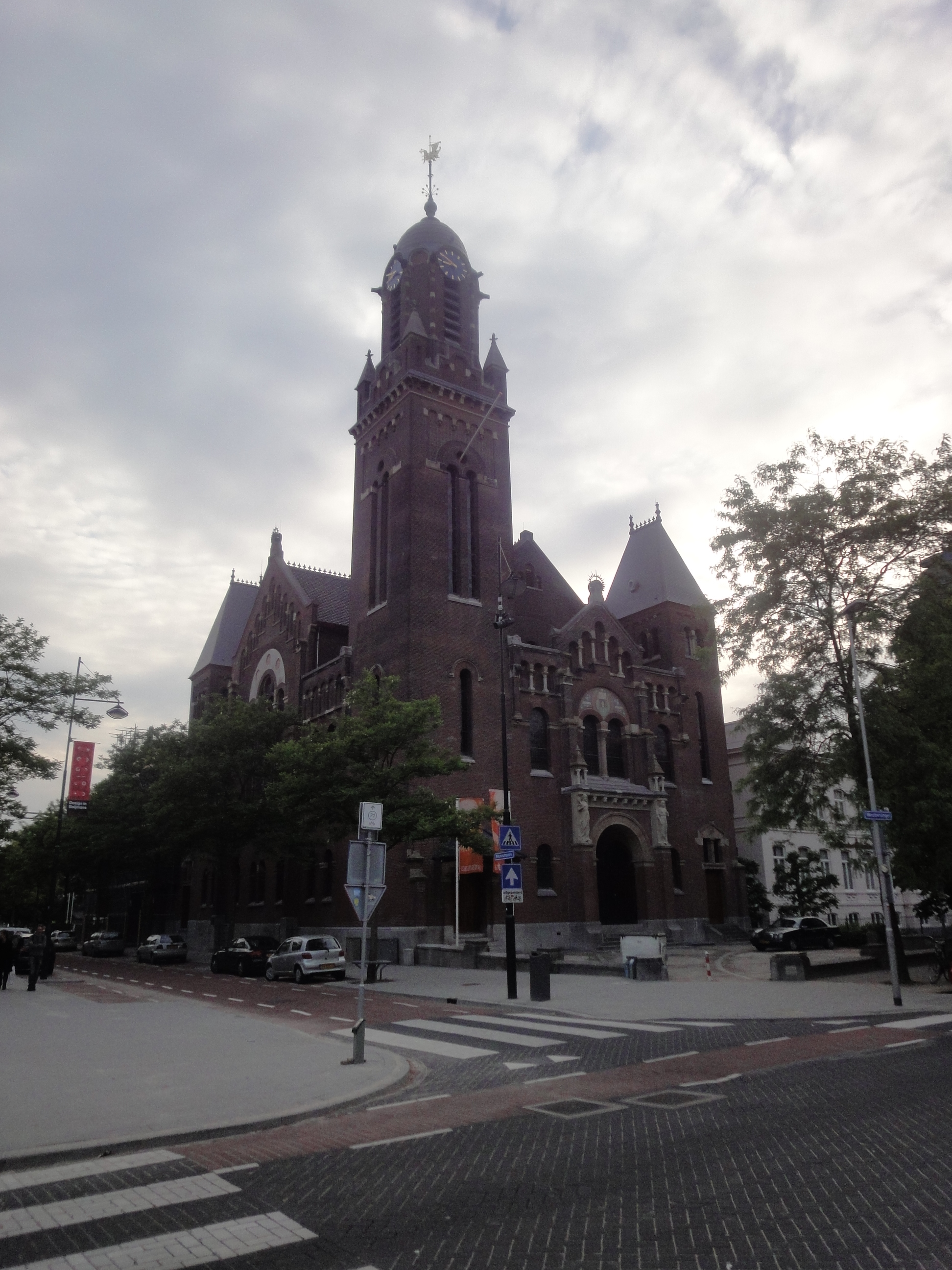
Arminius
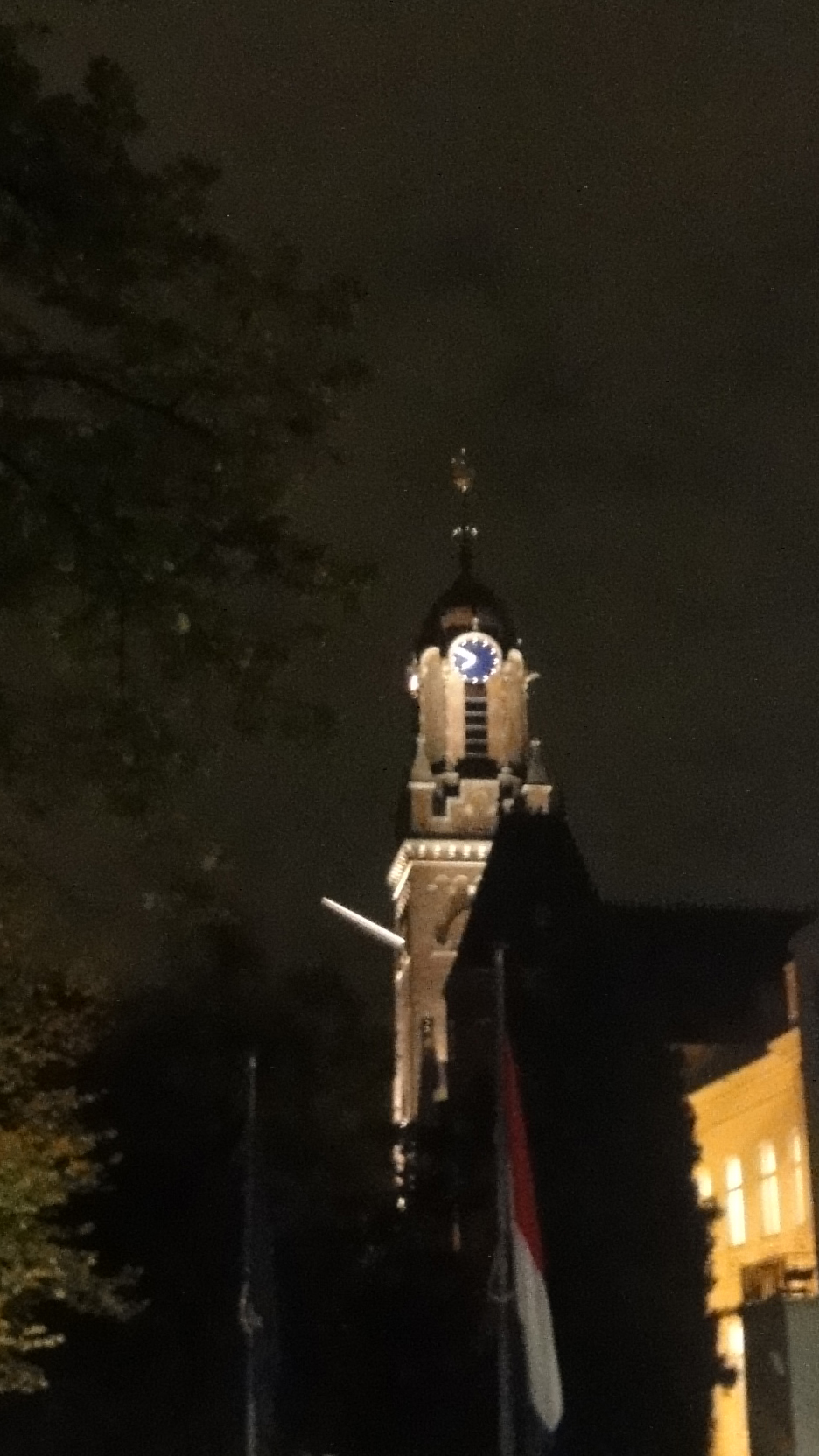
De kerk bij nacht
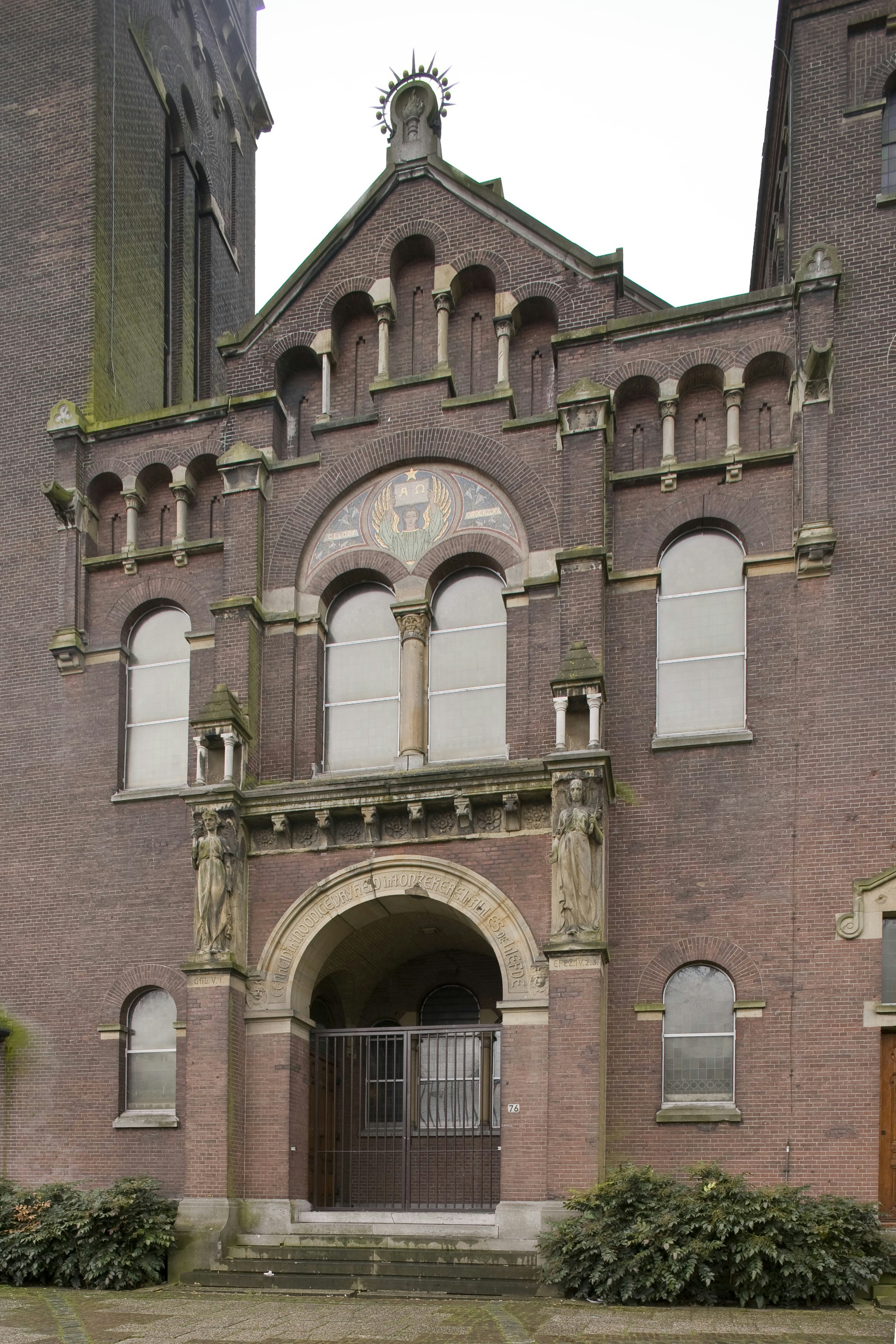
Detail, voorgevel met de ingang
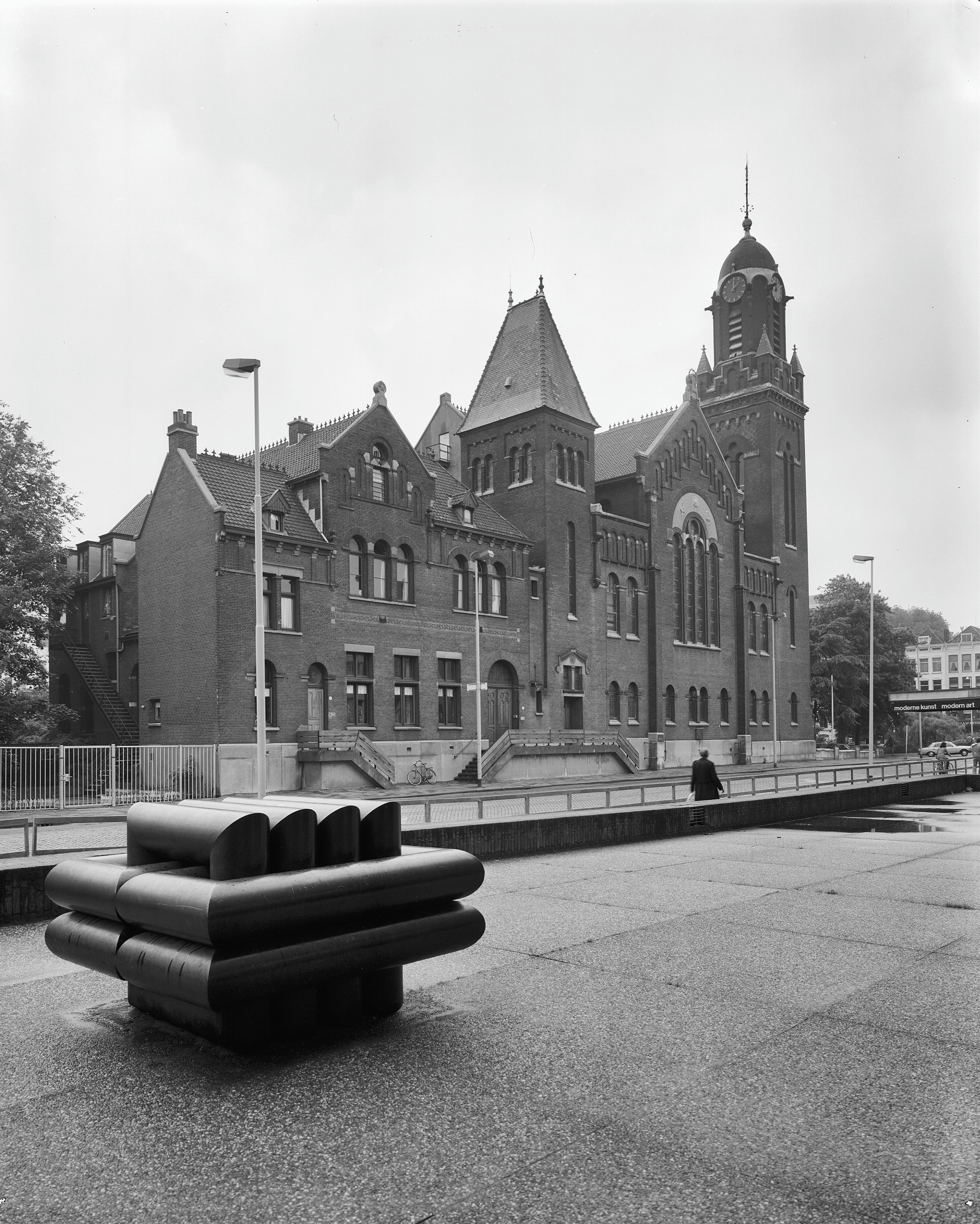
Linker zijgevel
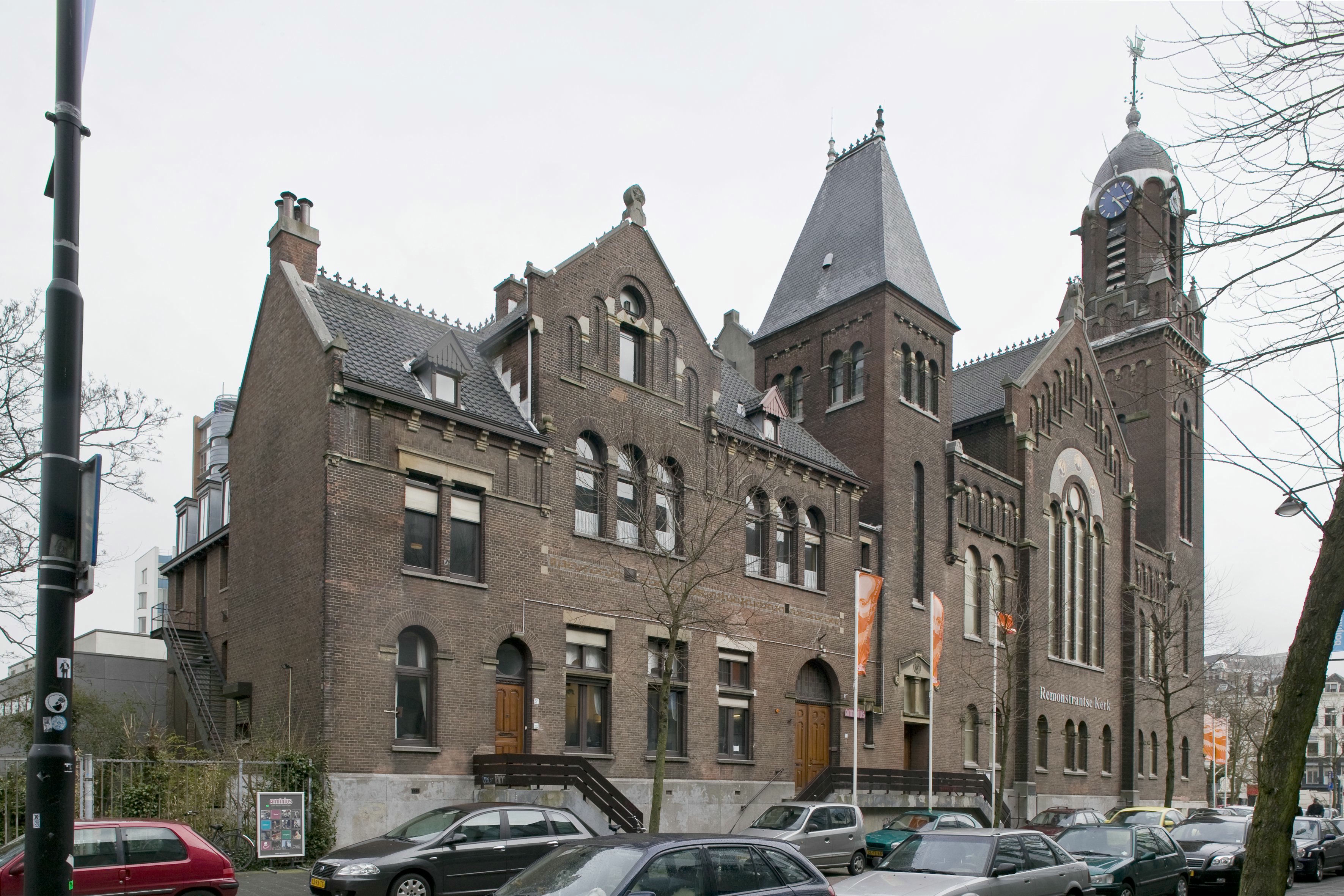
Overzicht van de noordzijde
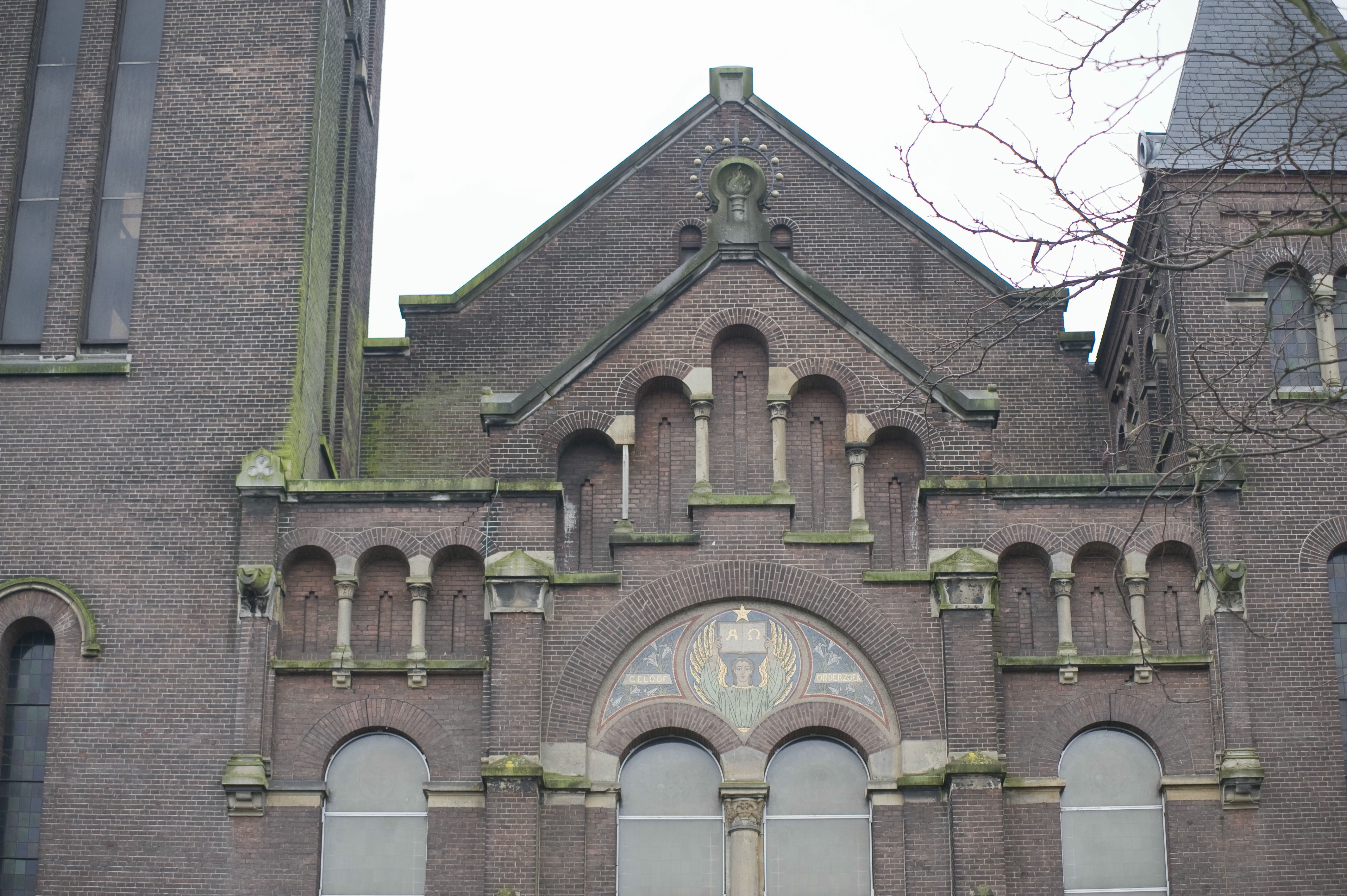
Overzicht van de oostgevel
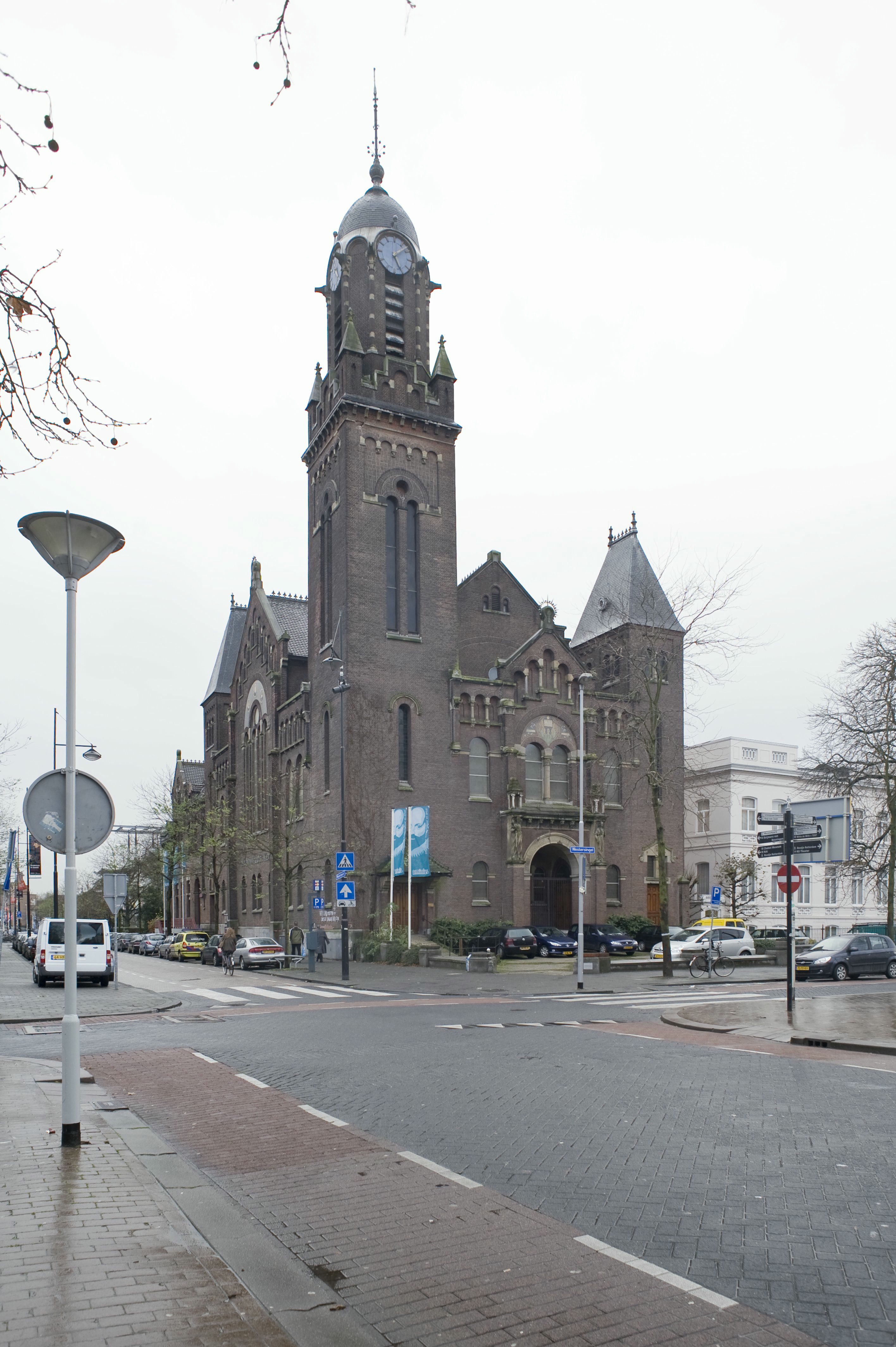
Overzicht van de zuidgevel
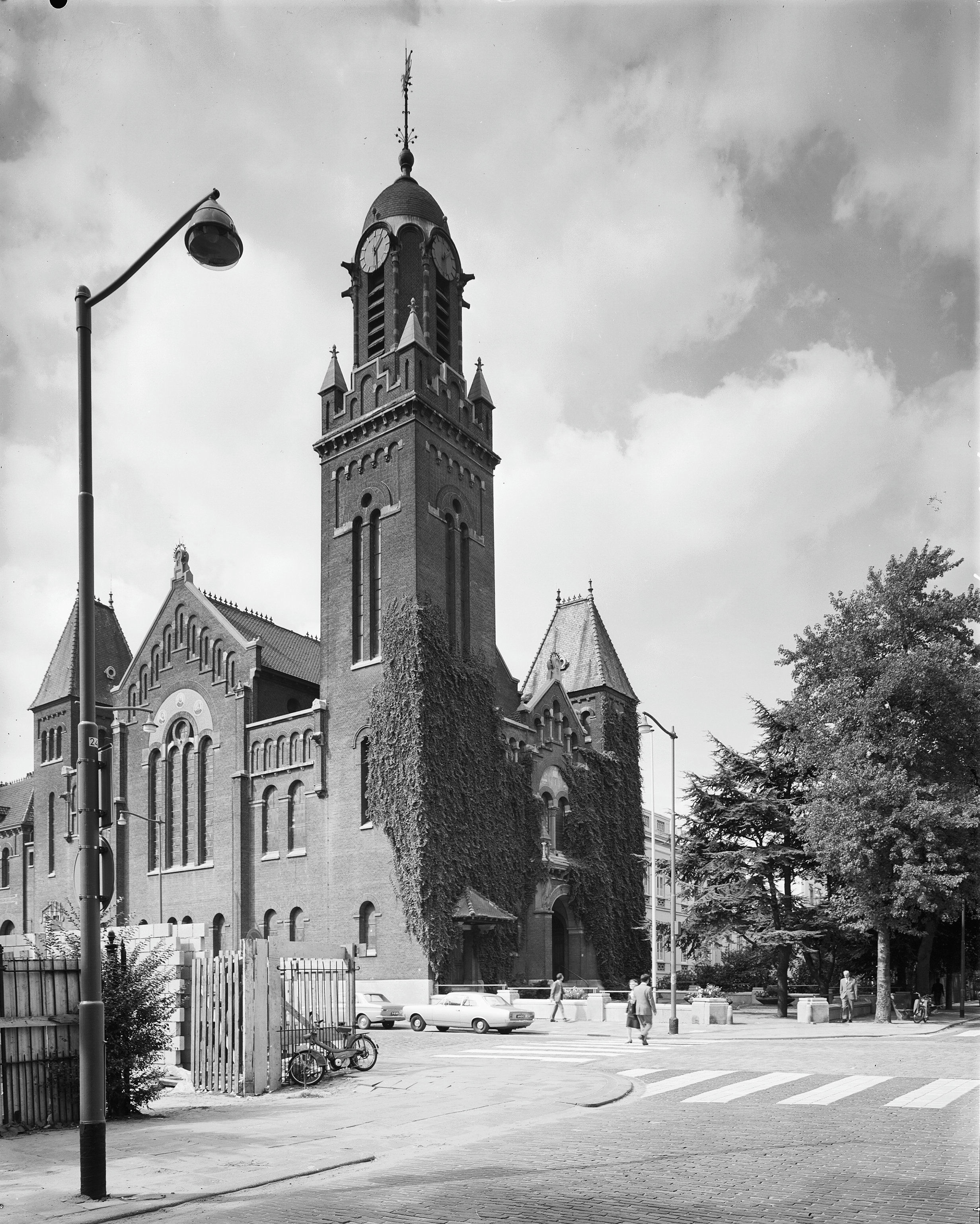
Exterieur overzicht (1971)
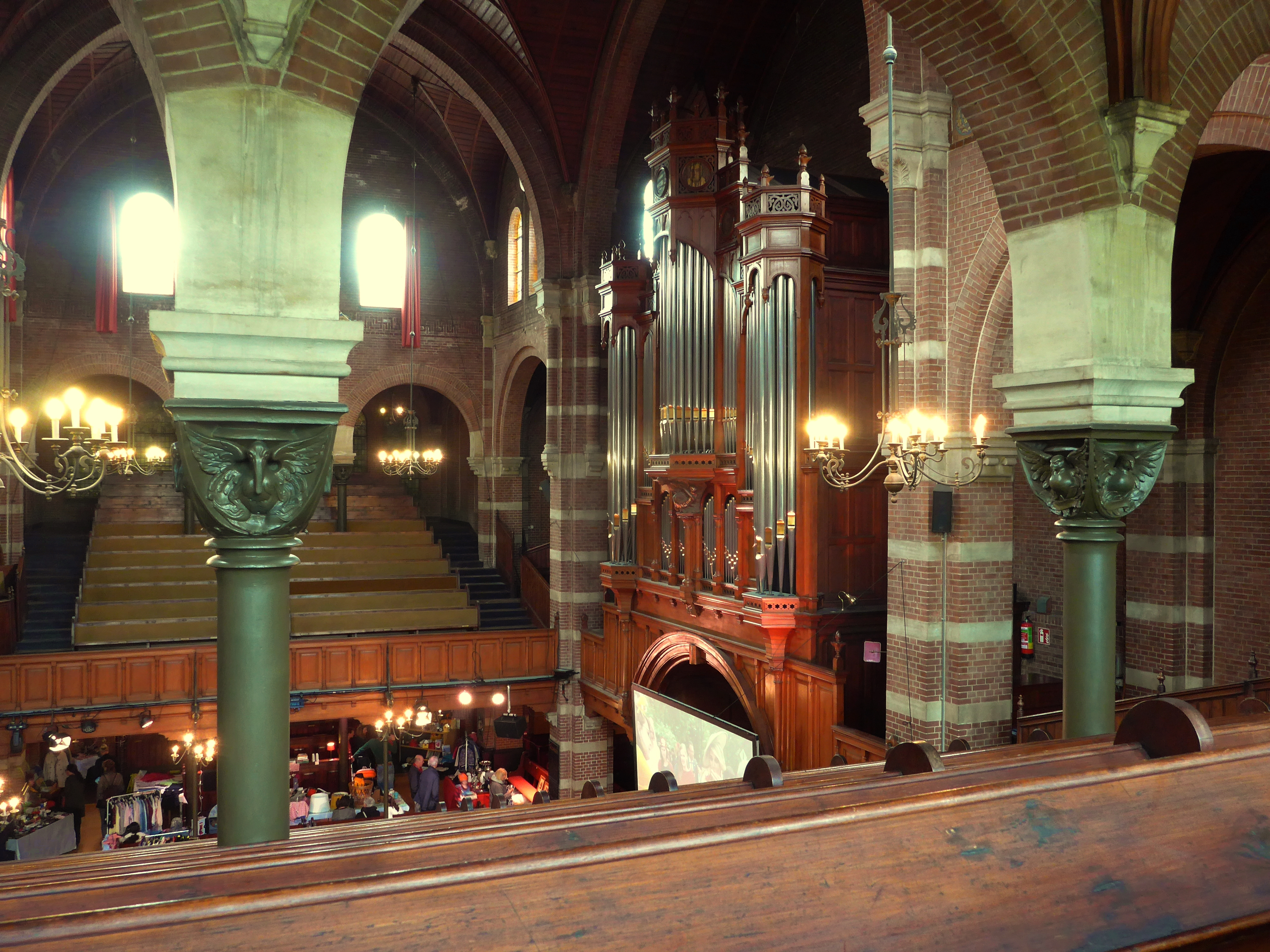
interieur oost west
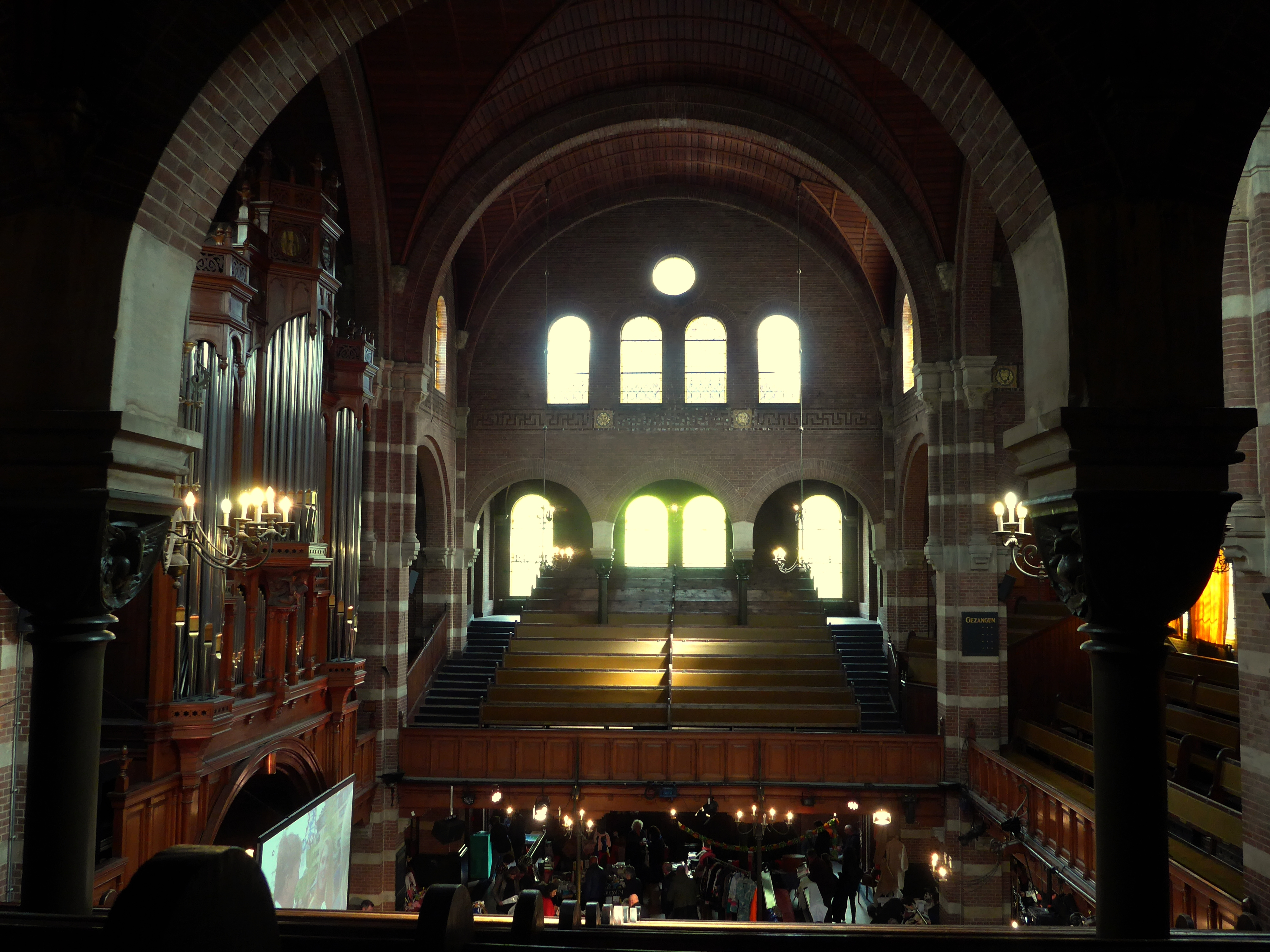
interieur west oost
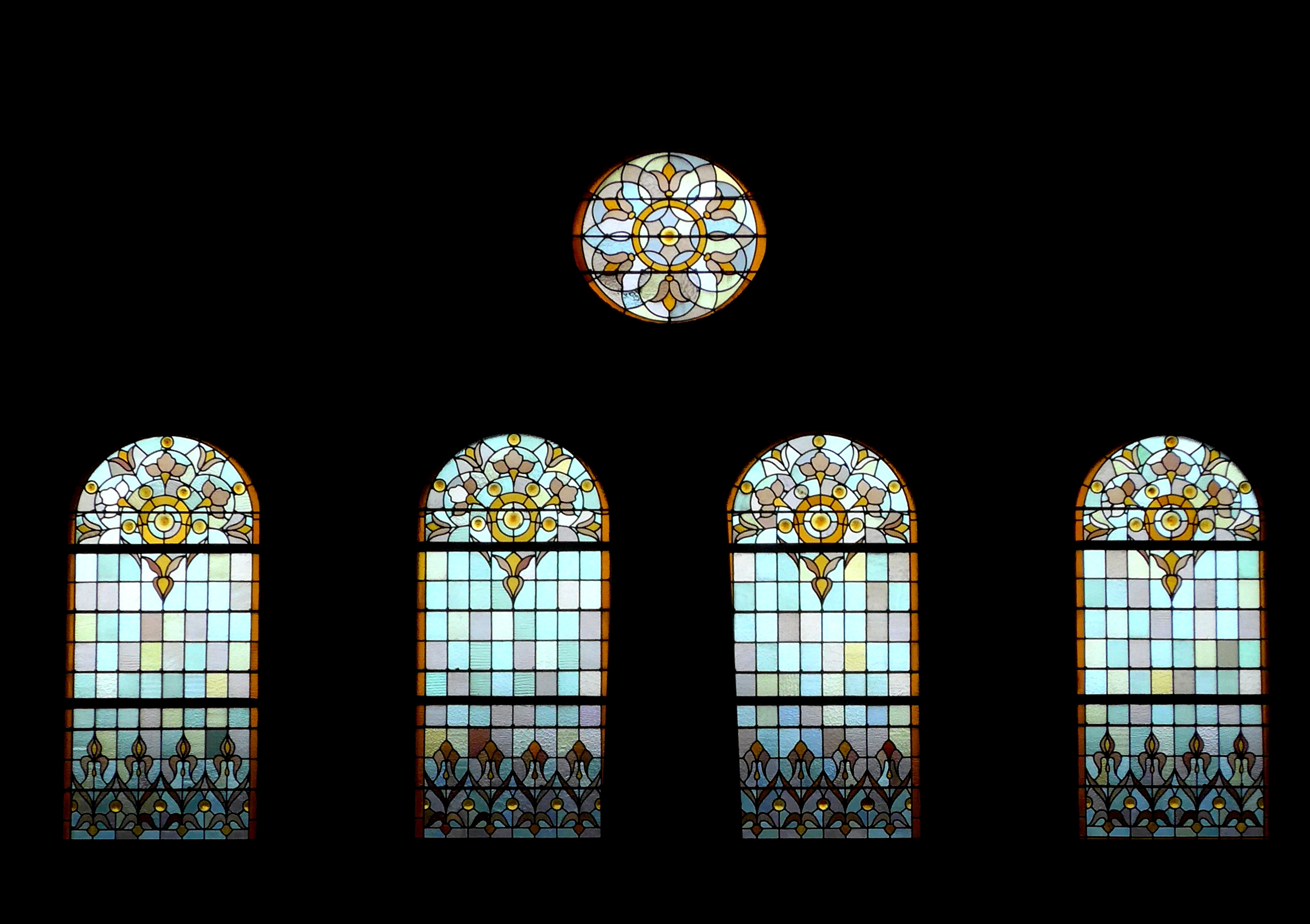
ramen westgevel
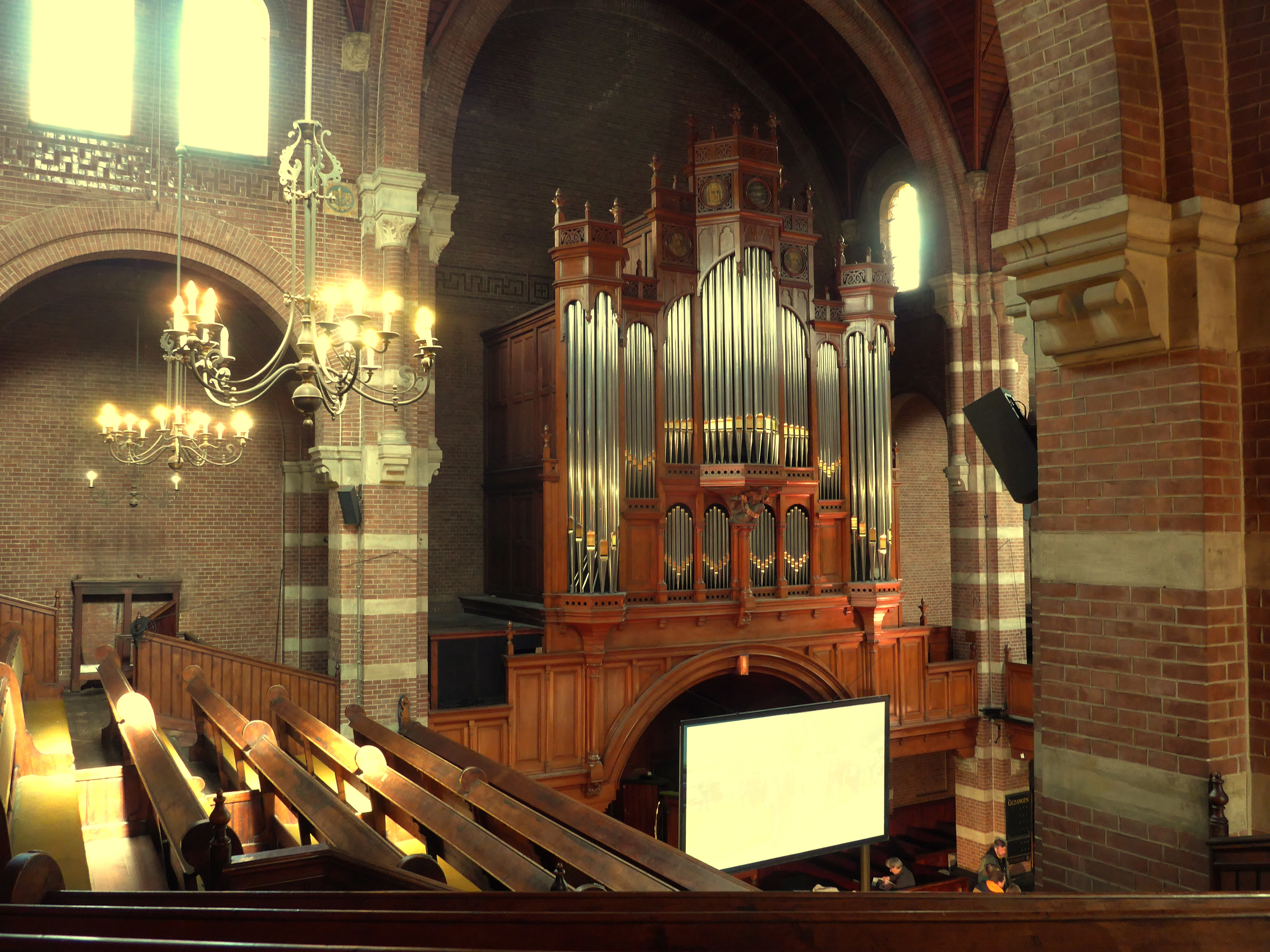
Steenkuyl-orgel

## Referentie
- https://web.archive.org/web/20190925024520/https://nieuws.top010.nl/arminius-remonstrantse-kerk-rotterdam.htm

Allerheiligst Hart van Jezuskerk ·
Allerheiligste Verlosserkerk ·
Andreaskerk ·
Anglicaanse kerk Rotterdam ·
Arminiuskerk ·
Bergsingelkerk ·
Boezemsingelkerk ·
Bosjeskerk · 
Breepleinkerk ·
Deense Zeemanskerk ·
Engelse Zeemanskerk ·
Franse kerk ·
Grieks-orthodoxe kathedraal van Sint-Nicolaas ·
Grote kerk ·
Hillegondakerk ·
Hoflaankerk ·
Julianakerk ·
HH. Laurentius- en Elisabethkathedraal ·
 Koninginnekerk ·
Lourdeskerk ·
Lutherse kerk ·
Maranathakerk ·
Nieuwe Zuiderkerk ·
Noorse Zeemanskerk ·
Oosterkerk ·
Oude kerk Charlois ·
Oude of Pelgrimvaderskerk ·
Paradijskerk ·
Pauluskerk ·
Petrus' Bandenkerk ·
Putsepleinkerk ·
Russische-orthodoxe kerk Rotterdam ·
St. Mary's Church (Engelse kerk) ·
Schotse Zeemanskerk ·
Sint-Agathaklooster ·
Sint-Hildegardis en Antoniuskerk ·
Sint-Ignatiuskerk ·
Sint-Laurenskerk ·
Sint-Lambertuskerk ·
Sint-Rosaliakerk ·
Stieltjeskerk ·
Synagoge Boompjes ·
Waalse Kerk ·
Westerkerk ·
Wilhelminakerk ·
Zuiderkerk ·
Zweedse Zeemanskerk